# Gens Numitòria
La gens Numitòria (en llatí Numitoria gens) va ser una gens romana d'origen plebeu, de considerable antiguitat. Cap dels seus membres va arribar a les més altes magistratura de l'estat. L'únic cognomen que se'ls coneix és Pullus.
Alguns personatges rellevants van ser:
- Luci Numitori (Lucius Numitorius), va ser un dels cinc tribuns elegits per primer cop pels comicis tribunats l'any 472 aC.[2]
- Publi Numitori, tribú de la plebs l'any 449 aC.
- Numitori Puil·le, dirigent de Fregellae.
- Gai Numitori (Caius Numitorius) va ser un romà membre del partit aristocràtic, condemnat a mort i executat per orde de Gai Mari i Luci Corneli Cinna quan van entrar a Roma el 88 aC. El seu cos va ser després arrossegat amb una ganxo pel fòrum pels seus botxins.[3]